# Bundestagswahlkreis Offenburg
Der Bundestagswahlkreis Offenburg (Wahlkreis 284) liegt in Baden-Württemberg.

## Wahlkreis
Der Wahlkreis umfasst den Nordteil des Ortenaukreises mit den Gemeinden Offenburg, Kehl, Achern, Appenweier, Bad Peterstal-Griesbach, Berghaupten, Biberach, Durbach, Gengenbach, Hohberg, Kappelrodeck, Lauf, Lautenbach, Neuried, Nordrach, Oberharmersbach, Oberkirch, Ohlsbach, Oppenau, Ortenberg, Ottenhöfen, Renchen, Rheinau, Sasbach, Sasbachwalden, Schutterwald, Seebach, Willstätt und Zell am Harmersbach. Seit 1949 konnte die CDU in diesem Wahlkreis bei allen Bundestagswahlen das Direktmandat gewinnen. Zur Bundestagswahl 2009 änderte sich die Nummer des Wahlkreises von 285 zu 284.

## Wahlkreisgeschichte
| Wahl      | Wahlkreisname | Gebiet |
| --------- | ------------- | --- |
| 1949      | 14 Offenburg  | Landkreis Offenburg, Landkreis Lahr, Landkreis Kehl |
| 1953–1961 | 188 Offenburg | Landkreis Offenburg, Landkreis Lahr, Landkreis Kehl |
| 1965–1976 | 192 Offenburg | Landkreis Offenburg, Landkreis Lahr, Landkreis Kehl |
| 1980–1998 | 188 Offenburg | Vom Ortenaukreis die Gemeinden Offenburg, Kehl, Achern, Appenweier, Bad Peterstal-Griesbach, Berghaupten, Biberach, Durbach, Gengenbach, Hohberg, Kappelrodeck, Lauf, Lautenbach, Neuried, Nordrach, Oberharmersbach, Oberkirch, Ohlsbach, Oppenau, Ortenberg, Ottenhöfen, Renchen, Rheinau, Sasbach, Sasbachwalden, Schutterwald, Seebach, Willstätt und Zell am Harmersbach |
| 2002–2005 | 285 Offenburg | Vom Ortenaukreis die Gemeinden Offenburg, Kehl, Achern, Appenweier, Bad Peterstal-Griesbach, Berghaupten, Biberach, Durbach, Gengenbach, Hohberg, Kappelrodeck, Lauf, Lautenbach, Neuried, Nordrach, Oberharmersbach, Oberkirch, Ohlsbach, Oppenau, Ortenberg, Ottenhöfen, Renchen, Rheinau, Sasbach, Sasbachwalden, Schutterwald, Seebach, Willstätt und Zell am Harmersbach |
| seit 2009 | 284 Offenburg | Vom Ortenaukreis die Gemeinden Offenburg, Kehl, Achern, Appenweier, Bad Peterstal-Griesbach, Berghaupten, Biberach, Durbach, Gengenbach, Hohberg, Kappelrodeck, Lauf, Lautenbach, Neuried, Nordrach, Oberharmersbach, Oberkirch, Ohlsbach, Oppenau, Ortenberg, Ottenhöfen, Renchen, Rheinau, Sasbach, Sasbachwalden, Schutterwald, Seebach, Willstätt und Zell am Harmersbach |

## Wahlkreisabgeordnete
| Wahl | Abgeordneter | Abgeordneter          | Partei | Stimmen in % |
| ---- | ------------ | --------------------- | ------ | ------------ |
| 1949 |              | Oskar Rümmele         | CDU    | 49,5         |
| 1953 | 58,9         | Oskar Rümmele         | CDU    |              |
| 1957 |              | Hans Furler           | CDU    | 58,5         |
| 1961 | 52,9         | Hans Furler           | CDU    |              |
| 1965 | 56,8         | Hans Furler           | CDU    |              |
| 1969 | 56,9         | Hans Furler           | CDU    |              |
| 1972 |              | Wolfgang Schäuble     | CDU    | 53,3         |
| 1976 | 55,3         | Wolfgang Schäuble     | CDU    |              |
| 1980 | 55,7         | Wolfgang Schäuble     | CDU    |              |
| 1983 | 62,4         | Wolfgang Schäuble     | CDU    |              |
| 1987 | 58,6         | Wolfgang Schäuble     | CDU    |              |
| 1990 | 64,3         | Wolfgang Schäuble     | CDU    |              |
| 1994 | 58,3         | Wolfgang Schäuble     | CDU    |              |
| 1998 | 52,6         | Wolfgang Schäuble     | CDU    |              |
| 2002 | 52,9         | Wolfgang Schäuble     | CDU    |              |
| 2005 | 50,5         | Wolfgang Schäuble     | CDU    |              |
| 2009 | 47,2         | Wolfgang Schäuble     | CDU    |              |
| 2013 | 56,0         | Wolfgang Schäuble     | CDU    |              |
| 2017 | 48,1         | Wolfgang Schäuble     | CDU    |              |
| 2021 | 34,9         | Wolfgang Schäuble     | CDU    |              |
| 2025 |              | Johannes Rothenberger | CDU    | 38,2         |

## Wahlergebnisse

### Bundestagswahl 2025
| Kandidaten                                            | Kandidaten                         | Parteien/Listen     | Erststimmen | Erststimmen | Zweitstimmen | Zweitstimmen |
| Kandidaten                                            | Kandidaten                         | Parteien/Listen     | Stimmen     | %           | Stimmen      | %            |
| ----------------------------------------------------- | ---------------------------------- | ------------------- | ----------- | ----------- | ------------ | ------------ |
|                                                       | Johannes Rothenbergergewählt im WK | CDU                 | 63.491      | 38,2        | 56.002       | 33,6         |
|                                                       | Dirk Flacke                        | SPD                 | 21.577      | 13,0        | 22.195       | 13,3         |
|                                                       | Ann-Margret Amui-Vedel             | GRÜNE               | 20.488      | 12,3        | 18.512       | 11,1         |
|                                                       | Martin Thomas Gaßner-Herz          | FDP                 | 7.405       | 4,5         | 8.781        | 5,3          |
|                                                       | Taras Maygutiak                    | AfD                 | 34.411      | 20,7        | 36.359       | 21,8         |
|                                                       | Amelie Anouk Vollmer               | LINKE               | 8.988       | 5,4         | 9.490        | 5,7          |
|                                                       | –                                  | dieBasis            | –           | –           | 718          | 0,4          |
|                                                       | Adolf Huber                        | FREIE WÄHLER        | 7.685       | 4,6         | 3.182        | 1,9          |
|                                                       | –                                  | Tierschutzpartei    | –           | –           | 1.564        | 0,9          |
|                                                       | –                                  | Die PARTEI          | –           | –           | 683          | 0,4          |
|                                                       | Lukas Michael Klussmann            | Volt                | 2.141       | 1,3         | 1.164        | 0,7          |
|                                                       | –                                  | ÖDP                 | –           | –           | 261          | 0,2          |
|                                                       | –                                  | Bündnis C           | –           | –           | 183          | 0,1          |
|                                                       | –                                  | MLPD                | –           | –           | 29           | 0,0          |
|                                                       | –                                  | BÜNDNIS DEUTSCHLAND | –           | –           | 155          | 0,1          |
|                                                       | –                                  | BSW                 | –           | –           | 7.523        | 4,5          |
| Gesamt                                                | Gesamt                             | Gesamt              | 166.186     | 100         | 166.801      | 100          |
|                                                       |                                    |                     |             |             |              |              |
| Ungültige Stimmen                                     | Ungültige Stimmen                  | Ungültige Stimmen   | 1.709       | 1,0         | 1.094        | 0,7          |
| Wähler                                                | Wähler                             | Wähler              | 167.895     | 82,0        | 167.895      | 82,0         |
| Wahlberechtigte                                       | Wahlberechtigte                    | Wahlberechtigte     | 204.663     |             | 204.663      |              |
|                                                       |                                    |                     |             |             |              |              |
| Quellen: Die Bundeswahlleiterin, Kandidaten – Stimmen |                                    |                     |             |             |              |              |

### Bundestagswahl 2021
Ergebnis:
| Direktkandidat     | Partei               | Erststimmen in % | Zweitstimmen in % |
| ------------------ | -------------------- | ---------------- | ----------------- |
| Wolfgang Schäuble  | CDU                  | 34,9             | 25,9              |
| Matthias Katsch    | SPD                  | 18,7             | 21,3              |
| Thomas Zawalski    | GRÜNE                | 14,0             | 14,9              |
| Martin Gaßner-Herz | FDP                  | 10,8             | 14,7              |
| Taras Maygutiak    | AfD                  | 8,9              | 9,9               |
| Simon Bärmann      | Die Linke            | 2,7              | 2,8               |
| —                  | Tierschutzpartei     | —                | 1,5               |
| Cornelius Lötsch   | Die PARTEI           | 1,7              | 0,9               |
| Adolf Huber        | FREIE WÄHLER         | 3,8              | 2,4               |
| —                  | PIRATEN              | —                | 0,4               |
| —                  | ÖDP                  | —                | 0,2               |
| —                  | NPD                  | —                | 0,1               |
| —                  | DiB                  | —                | 0,1               |
| —                  | MLPD                 | —                | 0,0               |
| —                  | DKP                  | —                | 0,0               |
| Peter Cleiß        | dieBasis             | 4,5              | 3,5               |
| —                  | Bündnis C            | —                | 0,1               |
| —                  | BÜRGERBEWEGUNG       | —                | 0,1               |
| —                  | BÜNDNIS21            | —                | 0,0               |
| —                  | LKR                  | —                | 0,0               |
| —                  | Die Humanisten       | —                | 0,1               |
| —                  | Gesundheitsforschung | —                | 0,1               |
| —                  | Team Todenhöfer      | —                | 0,6               |
| —                  | Volt                 | —                | 0,3               |

Der direkt gewählte Abgeordnete Wolfgang Schäuble verstarb am 26. Dezember 2023. Der Wahlkreis wird aber weiterhin vom über die Landesliste in den Bundestag eingezogenen Abgeordneten Martin Gassner-Herz (FDP) vertreten.

### Bundestagswahl 2017
| Direktkandidat        | Partei    | Erststimmen in % | Zweitstimmen in % |
| --------------------- | --------- | ---------------- | ----------------- |
| Wolfgang Schäuble     | CDU       | 48,1             | 37,1              |
| Elvira Drobinski-Weiß | SPD       | 17,3             | 16,5              |
| Norbert Großklaus     | GRÜNE     | 12,6             | 13,8              |
| Trutz-Ulrich Stephani | FDP       | 6,2              | 11,0              |
| Taras Maygutiak       | AfD       | 10,4             | 11,6              |
| Karin Binder          | Die Linke | 5,4              | 5,5               |

### Bundestagswahl 2013
| Kandidaten                                          | Kandidaten                     | Parteien/Listen     | Erststimmen | Erststimmen | Zweitstimmen | Zweitstimmen |
| Kandidaten                                          | Kandidaten                     | Parteien/Listen     | Stimmen     | %           | Stimmen      | %            |
| --------------------------------------------------- | ------------------------------ | ------------------- | ----------- | ----------- | ------------ | ------------ |
|                                                     | Wolfgang Schäublegewählt im WK | CDU                 | 80.083      | 56,1        | 68.973       | 48,3         |
|                                                     | Elvira Drobinski-Weiß          | SPD                 | 28.862      | 20,2        | 27.448       | 19,2         |
|                                                     | Jan Sachs                      | FDP                 | 3.063       | 2,1         | 8.140        | 5,7          |
|                                                     | Ludwig Kornmeier               | GRÜNE               | 14.111      | 9,9         | 15.311       | 10,7         |
|                                                     | Lars Stern                     | DIE LINKE           | 6.083       | 4,3         | 6.762        | 4,7          |
|                                                     | Norbert Hense                  | PIRATEN             | 2.836       | 2,0         | 3.028        | 2,1          |
|                                                     | Werner-Christian Wöhrle        | NPD                 | 1.471       | 1,0         | 1.318        | 0,9          |
|                                                     | –                              | REP                 | –           | –           | 334          | 0,2          |
|                                                     | –                              | Tierschutzpartei    | –           | –           | 1.244        | 0,9          |
|                                                     | –                              | ÖDP                 | –           | –           | 350          | 0,2          |
|                                                     | –                              | PBC                 | –           | –           | 218          | 0,2          |
|                                                     | –                              | Volksabstimmung     | –           | –           | 332          | 0,2          |
|                                                     | –                              | MLPD                | –           | –           | 32           | 0,0          |
|                                                     | –                              | BüSo                | –           | –           | 14           | 0,0          |
|                                                     | Helmut Schneider               | AfD                 | 5.563       | 3,9         | 7.743        | 5,4          |
|                                                     | –                              | BIG                 | –           | –           | 24           | 0,0          |
|                                                     | –                              | pro Deutschland     | –           | –           | 79           | 0,1          |
|                                                     | Justus Wingert                 | FREIE WÄHLER        | 801         | 0,6         | 852          | 0,6          |
|                                                     | –                              | PARTEI DER VERNUNFT | –           | –           | 309          | 0,2          |
|                                                     | –                              | RENTNER             | –           | –           | 311          | 0,2          |
|                                                     | –                              | DIE VIOLETTEN       | –           | –           | –            | –            |
| Gesamt                                              | Gesamt                         | Gesamt              | 142.873     | 100         | 142.822      | 100          |
|                                                     |                                |                     |             |             |              |              |
| Ungültige Stimmen                                   | Ungültige Stimmen              | Ungültige Stimmen   | 2.386       | 1,6         | 2.437        | 1,7          |
| Wähler                                              | Wähler                         | Wähler              | 145.259     | 70,8        | 145.259      | 70,8         |
| Wahlberechtigte                                     | Wahlberechtigte                | Wahlberechtigte     | 205.119     |             | 205.119      |              |
|                                                     |                                |                     |             |             |              |              |
| Quellen: Der Bundeswahlleiter, Kandidaten – Stimmen |                                |                     |             |             |              |              |

### Bundestagswahl 2009
| Direktkandidat        | Partei               | Erststimmen | Zweitstimmen |
| --------------------- | -------------------- | ----------- | ------------ |
| Wolfgang Schäuble     | CDU                  | 47,2 %      | 37,6 %       |
| Elvira Drobinski-Weiß | SPD                  | 19,5 %      | 17,8 %       |
| Thomas Marwein        | GRÜNE                | 12,6 %      | 13,2 %       |
| Sibylle Laurischk     | FDP                  | 11,2 %      | 18,0 %       |
| Andreas Kirchgeßner   | Die Linke            | 7,3 %       | 7,8 %        |
| Jens Keppler          | NPD                  | 1,5 %       | 1,1 %        |
| Norbert Hense         | Einzelbewerber       | 0,4 %       | -            |
| Wilhelm Sälinger      | Einzelbewerber       | 0,2 %       | -            |
| Michael Eckert        | Einzelbewerber       | 0,1 %       | -            |
| -                     | PIRATEN              | -           | 1,9 %        |
| -                     | Die Tierschutzpartei | -           | 0,7 %        |
| -                     | REP                  | -           | 0,7 %        |

### Bundestagswahl 2005
| Kandidaten                                          | Kandidaten                     | Parteien/Listen   | Erststimmen | Erststimmen | Zweitstimmen | Zweitstimmen |
| Kandidaten                                          | Kandidaten                     | Parteien/Listen   | Stimmen     | %           | Stimmen      | %            |
| --------------------------------------------------- | ------------------------------ | ----------------- | ----------- | ----------- | ------------ | ------------ |
|                                                     | Wolfgang Schäublegewählt im WK | CDU               | 74.953      | 50,5        | 61.181       | 41,2         |
|                                                     | Elvira Drobinski-Weiß          | SPD               | 46.271      | 31,2        | 43.430       | 29,2         |
|                                                     | Thomas Marwein                 | GRÜNE             | 10.415      | 7,0         | 14.479       | 9,7          |
|                                                     | Sibylle Laurischk              | FDP               | 7.552       | 5,1         | 16.684       | 11,2         |
|                                                     | –                              | REP               | –           | –           | 1.472        | 1,0          |
|                                                     | Dorothee Diehm                 | Die Linke.        | 5.834       | 3,9         | 6.398        | 4,3          |
|                                                     | David Krumbacher               | PBC               | 949         | 0,6         | 701          | 0,5          |
|                                                     | Axel Borkmann                  | NPD               | 2.487       | 1,7         | 1.896        | 1,3          |
|                                                     | –                              | GRAUE             | –           | –           | 593          | 0,4          |
|                                                     | –                              | BüSo              | –           | –           | 94           | 0,1          |
|                                                     | –                              | FAMILIE           | –           | –           | 1.362        | 0,9          |
|                                                     | –                              | MLPD              | –           | –           | 73           | 0,0          |
| Gesamt                                              | Gesamt                         | Gesamt            | 148.461     | 100         | 148.543      | 100          |
|                                                     |                                |                   |             |             |              |              |
| Ungültige Stimmen                                   | Ungültige Stimmen              | Ungültige Stimmen | 3.447       | 2,3         | 3.365        | 2,2          |
| Wähler                                              | Wähler                         | Wähler            | 151.908     | 75,4        | 151.908      | 75,4         |
| Wahlberechtigte                                     | Wahlberechtigte                | Wahlberechtigte   | 201.410     |             | 201.410      |              |
|                                                     |                                |                   |             |             |              |              |
| Quellen: Der Bundeswahlleiter, Kandidaten – Stimmen |                                |                   |             |             |              |              |